# Челябинская улица (Санкт-Петербург)
Челя́бинская улица — улица в Красногвардейском районе Санкт-Петербурга. Проходит от Ржевской улицы до Челябинского моста через Охту. Далее продолжается Васнецовским проспектом.

## История

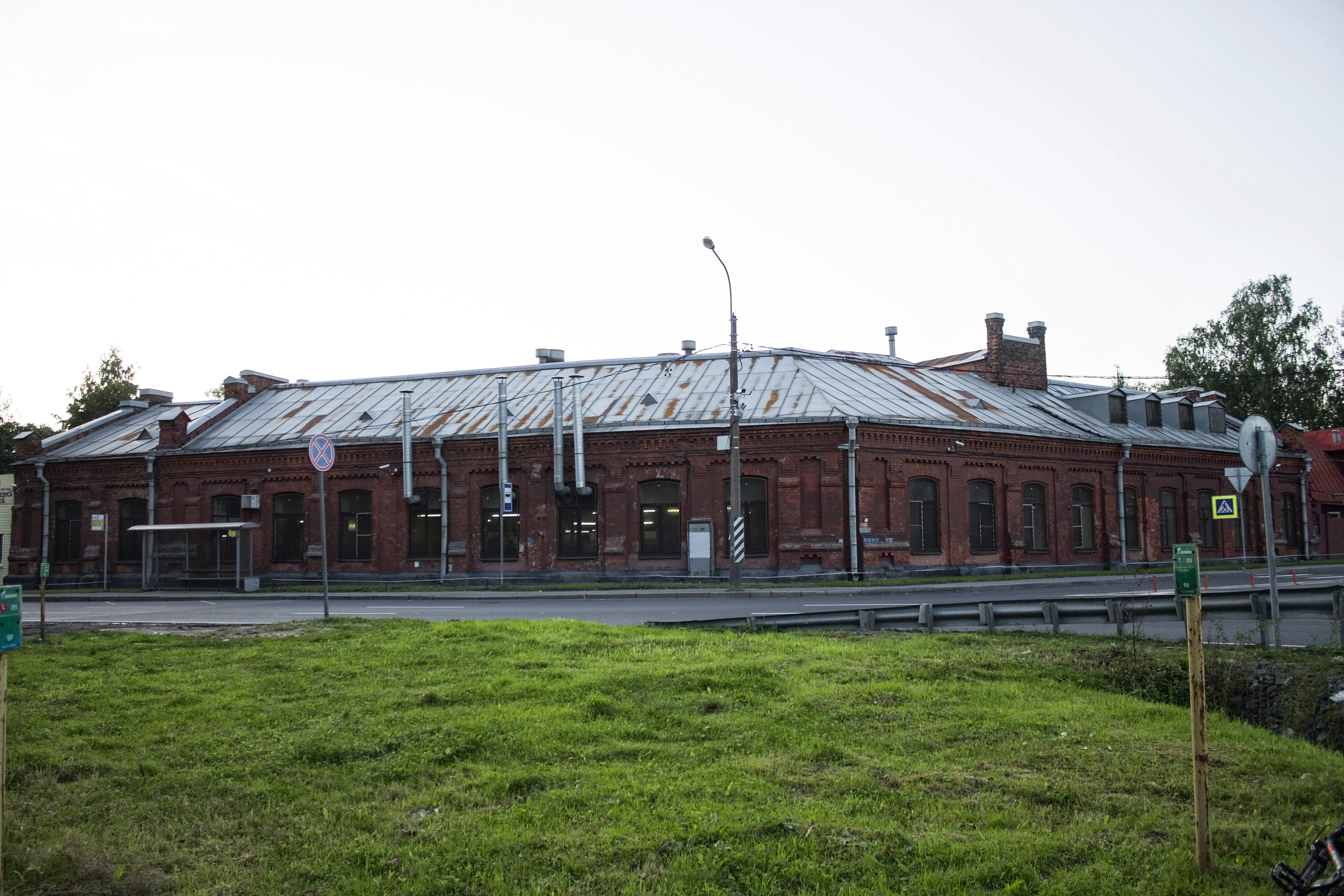
Хлебозавод «Ржевка Хлеб» на углу Челябинской и Ржевской улиц

Изначально улица называлась дорогой в Медвежий стан, название это известно с конца XIX века. Изначально шла от железной дороги в селение Медвежий Стан.
Современное название присвоено 27 февраля 1941 года по городу Челябинску.
14 августа 1958 года к Челябинской улице присоединена улица Кабаниха, с которой она соединялась железнодорожным переездом ещё с 1920-х годов.
В 2006 году, в рамках строительства кольцевой автодороги, в створе Челябинской улицы был построен путепровод над строящейся КАД и через железнодорожные пути Всеволожского направления, фактически заменивший два проблемных железнодорожных переезда — в створах Челябинской улицы и Рябовского шоссе.

## Транспорт

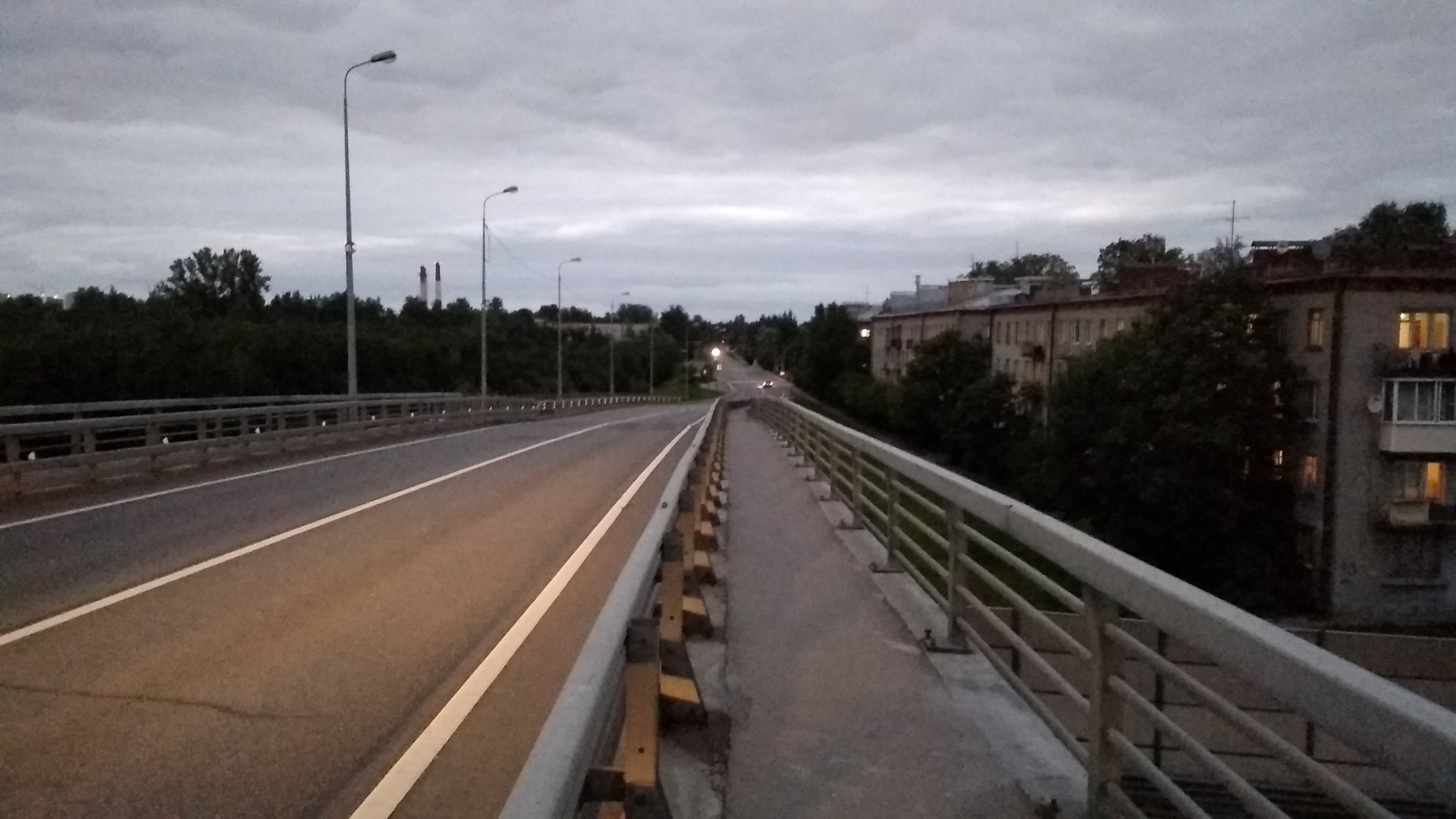
Вид на северную часть Челябинской улицы с нового моста через КАД

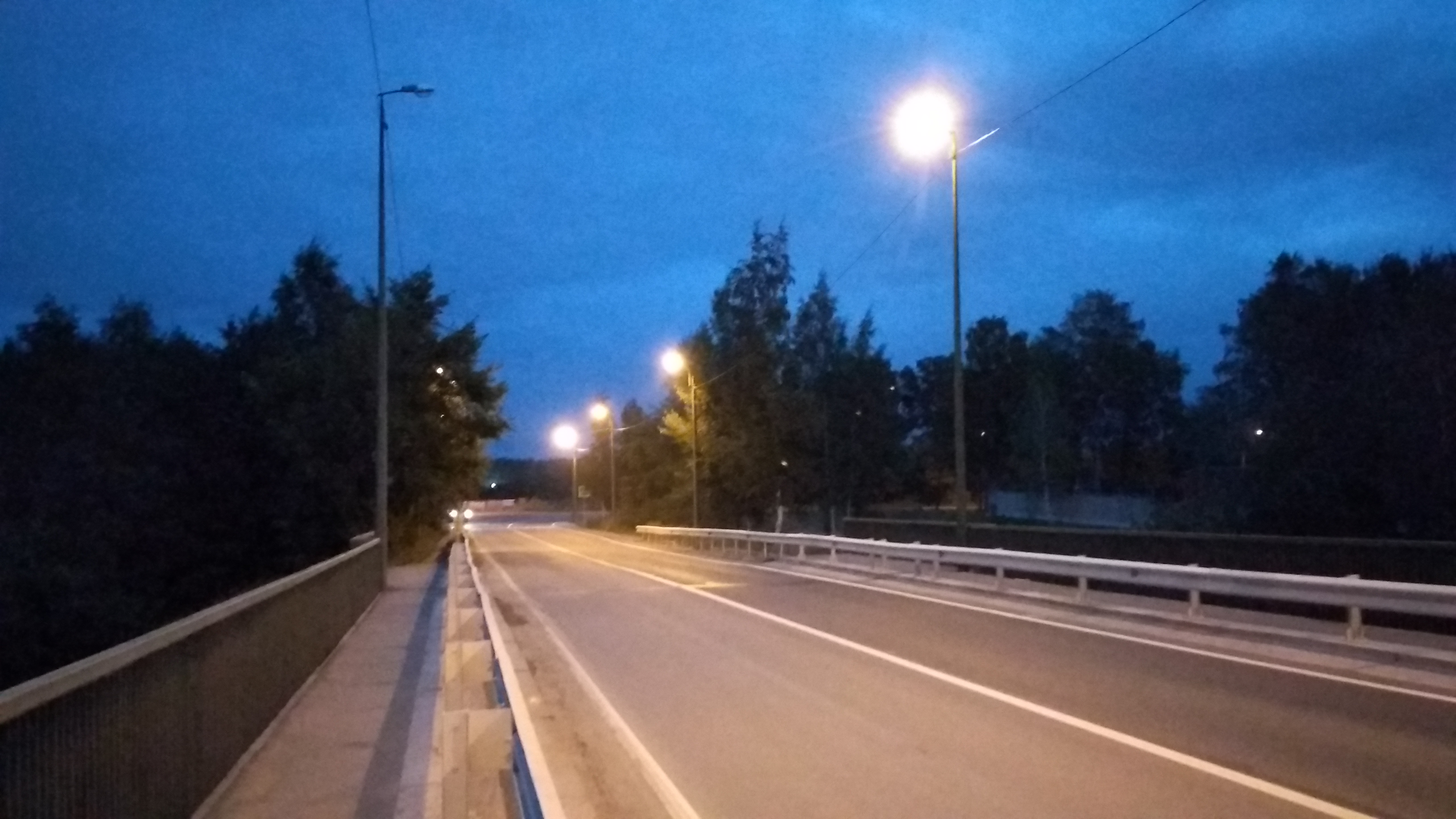
Челябинский мост, завершающий Челябинскую улицу

- Метро: «Гражданский проспект» и «Академическая» (кратчайшее расстояние по прямой — более 5 км от конца улицы); «Ладожская» (кратчайшее расстояние по прямой — более 6 км от начала улицы).
- Автобусы: № 124 (АС «Белорусская улица» — станция метро "Девяткино")

## Пересечения
- Ржевская улица
- КАД
- Травяная улица

## Достопримечательности
- Филиал-бюро № 7

## Интересный факт
С 2006 года по ноябрь 2008 года путепровод в створе Челябинской улицы был единственной прямой связью Всеволожска и Санкт-Петербурга, так как в связи со строительством КАД оба железнодорожных переезда (в створе Челябинской улицы и Рябовского шоссе) были закрыты.